# Бюджетний розпис
Бюджетний розпис — документ, в якому встановлюється розподіл доходів та фінансування бюджету, бюджетних асигнувань головним розпорядникам бюджетних коштів за певними періодами року відповідно до бюджетної класифікації.
Затверджується Міністром фінансів України, відповідно до бюджетних призначень у місячний строк з дня прийняття закону про Державний бюджет України.

## Загальна характеристика
Розпис Державного бюджету України на відповідний рік має бути збалансованим та включати:
1. розпис доходів державного бюджету, що поділяється на річний розпис доходів загального і спеціального фондів державного бюджету та помісячний розпис доходів загального фонду державного бюджету;
2. розпис фінансування державного бюджету, що поділяється на річний розпис фінансування загального і спеціального фондів державного бюджету за типом боргового зобов'язання та помісячний розпис фінансування загального фонду державного бюджету за типом боргового зобов'язання;
3. розпис асигнувань державного бюджету (за винятком надання кредитів з державного бюджету), що поділяється на річний розпис асигнувань державного бюджету та помісячний розпис асигнувань загального фонду державного бюджету;
4. розпис повернення кредитів до державного бюджету та надання кредитів з державного бюджету, що поділяється на річний розпис повернення кредитів до державного бюджету та надання кредитів з державного бюджету, помісячний розпис повернення кредитів до загального фонду державного бюджету та надання кредитів із загального фонду державного бюджету;
5. річний розпис витрат спеціального фонду державного бюджету з розподілом за видами надходжень; помісячний розпис спеціального фонду державного бюджету (за винятком власних надходжень бюджетних установ та відповідних видатків).[2]

Річний розпис асигнувань державного бюджету (за винятком надання кредитів з державного бюджету) — це розпис асигнувань загального і спеціального фондів державного бюджету на рік у розрізі головних розпорядників бюджетних коштів за програмною класифікацією видатків та кредитування бюджету й повною економічною класифікацією видатків бюджету без розподілу за періодами року.
Помісячний розпис асигнувань загального фонду державного бюджету (за винятком надання кредитів з державного бюджету) — це розпис асигнувань загального фонду державного бюджету на рік за місяцями в розрізі головних розпорядників за програмною класифікацією видатків та кредитування бюджету й скороченою економічною класифікацією видатків бюджету.
Річний розпис витрат спеціального фонду державного бюджету з розподілом за видами надходжень — це річний розпис витрат спеціального фонду (за кодами програмної класифікації видатків та кредитування бюджету і кодами класифікації фінансування бюджету за типом боргового зобов'язання) в розрізі доходів (за кодами класифікації доходів бюджету), фінансування (за кодами класифікації фінансування бюджету за типом боргового зобов'язання), повернення кредитів до спеціального фонду (за кодами програмної класифікації видатків та кредитування бюджету і кодами класифікації кредитування бюджету).
Помісячний розпис спеціального фонду державного бюджету — це помісячний розпис витрат спеціального фонду (за кодами програмної класифікації видатків та кредитування бюджету, кодами скороченої економічної класифікації видатків бюджету, кодами класифікації кредитування бюджету та кодами класифікації фінансування бюджету за типом боргового зобов'язання) в розрізі доходів (за кодами класифікації доходів бюджету), фінансування (за кодами класифікації фінансування бюджету за типом боргового зобов'язання), повернення кредитів до спеціального фонду (за кодами програмної класифікації видатків та кредитування бюджету і кодами класифікації кредитування бюджету). Розпис складається без помісячного розподілу власних надходжень бюджетних установ та відповідних видатків.

## Складання розпису
Складання розпису починається зі складання розпису доходів, розпису фінансування та розпису повернення кредитів до державного бюджету.
Розпис доходів складається управлінням/відділом доходів бюджету місцевого фінансового органу за участю податкової інспекції.
Розпис фінансування складається бюджетним управлінням/відділом за участю інших відповідних структурних підрозділів місцевого фінансового органу з урахуванням необхідності забезпечення своєчасності і повноти платежів з погашення основної суми боргу місцевого бюджету та можливостей щодо обсягів і термінів залучення короткострокових запозичень для покриття помісячних касових розривів загального фонду.
Для складання розпису місцевого бюджету головні розпорядники бюджетних коштів в установленому порядку подають фінансовому органу зведені проекти кошторисів та зведені проекти помісячних планів асигнувань.
Головний розпорядник коштів несе відповідальність за зведення показників, своєчасність подання та достовірність інформації.
На основі складених розписів доходів і фінансування структурний підрозділ місцевого фінансового органу з питань бюджету розраховує граничні помісячні обсяги асигнувань загального фонду місцевого бюджету за відповідними структурними підрозділами фінансового органу і подає їм разом з роз'ясненнями.
Керуючись роз'ясненнями, відповідні структурні підрозділи фінансового органу визначають головним розпорядникам помісячні обсяги асигнувань загального фонду та разом з лімітними довідками про бюджетні асигнування надають їх бюджетному відділу, який зводить отримані помісячні обсяги асигнувань загального фонду, складає узагальнену лімітну довідку за кожним головним розпорядником з визначенням помісячних обсягів асигнувань головному розпоряднику в цілому та доводить лімітні довідки кожному головному розпоряднику. При необхідності структурні підрозділи фінансового органу надають головним розпорядникам додаткові матеріали разом з необхідними роз'ясненнями.
У процесі складання розпису фінансовим органом головні розпорядники коштів мають право брати участь в обговоренні та узгодженні помісячних обсягів.
Головні розпорядники за участю розпорядників нижчого рівня згідно з отриманими лімітними довідками уточнюють проекти кошторисів, складають проекти планів асигнувань та подають відповідним структурним підрозділам фінансового органу зведені проекти цих документів для перевірки їх відповідності показникам лімітних довідок. З метою дотримання структури видатків, що забезпечує мінімально необхідний рівень функціонування головного розпорядника коштів, фінансовий орган перевіряє показники на відповідність бюджетному запиту. Структурні підрозділи фінансового органу відстежують підготовку головними розпорядниками матеріалів до розпису, забезпечують своєчасне подання головними розпорядниками цих матеріалів фінансовому органу, аналізують зазначені матеріали, вносять при необхідності до них корективи і подають структурному підрозділу фінансового органу з питань бюджету свої пропозиції щодо включення їх до розпису.
Бюджетний відділ фінансового органу зводить отримані від структурних підрозділів фінансового органу матеріали, вносить при необхідності корективи і подає розпис на затвердження керівнику фінансового органу.

## Виконання та звітність
Виконання розпису здійснюється наростаючим підсумком з початку року.
Зведення, складання та надання звітності про виконання державного бюджету здійснюються Державною казначейською службою України:
- щодо доходів — ураховуючи розпис доходів наростаючим підсумком з початку року;

- щодо фінансування — враховуючи розпис фінансування наростаючим підсумком з початку року;

- щодо видатків — ураховуючи розпис асигнувань наростаючим підсумком з початку року;

- щодо розпису повернення кредитів та надання кредитів — ураховуючи розпис повернення кредитів до державного бюджету та надання кредитів із державного бюджету наростаючим підсумком з початку року.

До 10-го числа місяця, що настає за звітним, Державна казначейська служба України проводить з Департаментом державного бюджету Міністерства фінансів звірку розпису державного бюджету, уточненого з урахуванням унесених змін, в електронному вигляді.
У звіті про виконання державного бюджету за спеціальним фондом відображаються планові показники, враховані при затвердженні закону про Державний бюджет України, та уточнені планові показники з урахуванням змін, внесених до кошторисів.
Звіт про виконання розпису за спеціальним фондом державного бюджету складається за бюджетними програмами головних розпорядників у розрізі джерел надходжень, ураховуючи розпис витрат спеціального фонду державного бюджету з розподілом за видами надходжень (підгрупами власних надходжень бюджетних установ та надходжень спеціального фонду).